# Leo Prantner
Leo Prantner (* 24. November 2001 in Meran, Italien) ist ein italienischer Handballspieler.

## Karriere

### Im Verein
Prantner begann das Handballspielen in seiner Heimat Meran. Bereits 2018 wechselte er nach Deutschland an die Akademie der SG Flensburg-Handewitt. Nach einem Jahr kehrte er zurück in seine Heimat und spielte wieder für Meran. Ab 2021 stand er beim spanischen Erstligisten Rebi Balonmano Cuenca unter Vertrag und lief für den Verein in der Liga Asobal auf. Im Sommer 2023 kam er zurück nach Deutschland und steht im Kader des Bundesligaaufsteigers HBW Balingen-Weilstetten. Im März 2024 zog er sich einen Kreuzbandriss zu. Am Ende der Saison stieg er mit Balingen in die 2. Bundesliga ab.
Im Januar 2025 wechselte er zum Bundesligisten Füchse Berlin. In der Saison 2024/25 gewann er mit den Füchsen den ersten Meistertitel der Vereinsgeschichte.

### In Auswahlmannschaften
Prantner steht im Aufgebot der italienischen Nationalmannschaft. Mit der Nationalmannschaft nahm er an den Mittelmeerspielen 2022 teil und belegte den 7. Platz. Prantner nahm an der Weltmeisterschaft 2025 teil. Im ersten Spiel gegen Tunesien warf er 10 Tore und wurde zum Man of the Match gewählt. Im Turnierverlauf warf er 37 Tore in sechs Spielen und kam mit der Auswahl auf den 16. Rang.
Im ersten Länderspiel unter dem neuen italienischen Nationaltrainer Bob Hanning egalisierte Prantner am 13. März 2025 beim 35:30-Auswärtssieg gegen Lettland mit 15 Toren den bisherigen Länderspielrekord der Italiener von Zaim Kobilica aus dem Jahr 2005.

## Privat
Prantner ist Sohn des Trainers Jürgen Prantner und Bruder des Nationalspielers Max Prantner.